# Liesbeth Zegveld

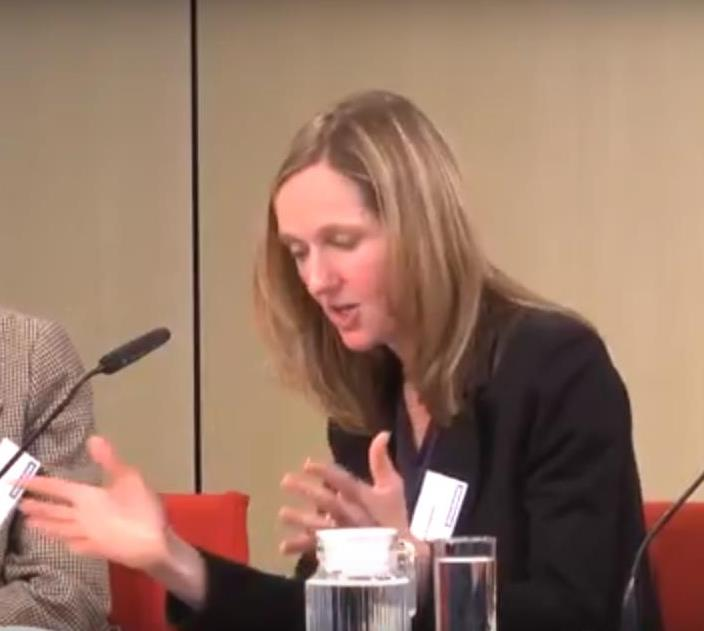
Liesbeth Zegveld (2018)

Liesbeth Zegveld (* 14. Januar 1970 in Ridderkerk) ist eine niederländische Juristin. Sie ist seit 2005 Partnerin in der auf Strafrecht, Ausländerrecht sowie internationales Recht und Menschenrechte ausgerichteten Amsterdamer Kanzlei Prakken d’Oliveira Human Rights Lawyers und außerdem seit 2013 Professorin für Kriegswiedergutmachung an der Universität Amsterdam, nachdem sie zuvor von 2006 bis 2013 als Professorin für humanitäres Völkerrecht an der Universität Leiden tätig war. Schwerpunkt ihres Wirkens ist die juristische Unterstützung von Kriegsopfern.

## Leben
Liesbeth Zegveld wurde 1970 in Ridderkerk geboren und absolvierte ein Studium der Rechtswissenschaften an der Universität Utrecht, das sie im Mai 2000 mit einer Promotion über die Haftung von bewaffneten Widerstandsgruppen im Rahmen des internationalen Rechts abschloss. Im gleichen Jahr wechselte sie als Anwältin in die auf Strafrecht, Ausländerrecht sowie internationales Recht und Menschenrechte spezialisierte und in Amsterdam ansässige Anwaltskanzlei Prakken d’Oliveira Human Rights Lawyers, die bis 2014 unter dem Namen Böhler Advocaten firmierte. Seit 2005 ist sie Partnerin in der Kanzlei, in der sie zudem die Abteilung für internationales Recht und Menschenrechte leitet.
Von 2006 bis 2013 war sie außerdem Professorin für humanitäres Völkerrecht, mit Schwerpunkt auf Frauen- und Kinderrechte, an der Universität Leiden. Seit Oktober 2013 fungiert sie als Professorin für Kriegswiedergutmachung an der Universität Amsterdam. Darüber hinaus gehört sie dem Komitee für die Entschädigung von Kriegsopfern der International Law Association an.

## Wirken
Das anwaltliche und akademische Interesse von Liesbeth Zegveld gilt insbesondere den Rechtsmitteln und -wegen zur Unterstützung und Entschädigung von Kriegsopfern. So vertrat sie ab 2005 Angehörige von Opfern des Massakers von Srebrenica in einem Verfahren gegen die Vereinten Nationen und die niederländische Regierung wegen des Verhaltens von UN-Blauhelm-Soldaten des niederländischen Bataillons Dutchbat vor und während des Massakers.
Darüber hinaus fungierte sie im gleichen Jahr als Anwältin von Überlebenden, die von Giftgasangriffen Saddam Husseins gegen Kurden im Irak betroffen waren, bei einer Klage gegen den niederländischen Geschäftsmann Frans van Anraat. Dieser war wegen der Lieferung des Ausgangsmaterials zur Herstellung von chemischen Kampfstoffen in den Irak in den 1980er Jahren der Mittäterschaft an Kriegsverbrechen angeklagt und im Dezember 2005 von einem niederländischen Gericht schuldig gesprochen worden. Sie beriet Salo Muller, der im Namen von niederländischen Holocaustopfern Entschädigungen von der Eisenbahngesellschaft Nederlandse Spoorwegen forderte, da diese an der Deportation jüdischer Menschen mitverdient habe.
Sie berät darüber hinaus die Umweltschutzorganisation Sea Shepherd Conservation Society in Bezug auf deren Aktivitäten gegen den japanischen Walfang sowie die niederländische Vertretung von Greenpeace in mehreren Verfahren gegen das Unternehmen Trafigura um die Entsorgung von Giftmüll in der Elfenbeinküste.

## Auszeichnungen
Liesbeth Zegveld erhielt im Jahr 2000 den Niederländischen Menschenrechtspreis und im Jahr 2005 den Modderman-Preis, die höchste wissenschaftliche Auszeichnung in den Niederlanden im Bereich des Strafrechts. Die niederländische Menschenrechtsliga (Liga voor de Rechten van de Mens) verlieh ihr 2011 den Clara Meijer-Wichmann Penning.

## Werke (Auswahl)
- Constraints on the Waging of War: An Introduction to International Humanitarian Law. Genf 2001 (als Mitautorin)
- Accountability of Armed Opposition Groups in International Law. Cambridge 2002
- Remedies for Victims of Violations of International Humanitarian Law. In: International Review of the Red Cross. 851/2003. S. 499–528
- Compensation for the Victims of Chemical Warfare in Iraq and Iran. In: Reparations for Victims of Genocide, War Crimes and Crimes against Humanity: Systems in Place and Systems in the Making. Leiden und Boston 2009, S. 369–382
- Victims’ Reparations Claims and International Criminal Courts: Incompatible Values? In: Journal of International Criminal Justice. 8(1)/2010. S. 79–111